# هنوز ۱۷
هنوز ۱۷ (کره‌ای: 서른이지만 열일곱입니다; لاتین‌نویسی اصلاح‌شده: Seoreunijiman Yeorilgobimnida) یک مجموعهٔ تلویزیونی کره جنوبی با بازی شین هه سون، یانگ سه جونگ و آن هیو سوپ است. این مجموعه از ۲۳ ژوئیه تا ۱۸ سپتامبر ۲۰۱۸، دوشنبه و سه‌شنبه‌ها ساعت ۲۲:۰۰ (کی‌اس‌تی) برای ۳۲ قسمت از اس‌بی‌اس پخش شد.

## خلاصه داستان
گونگ وو جین (یانگ سه جونگ) یک طراح دیزاین سی ساله است. او سالهاست درِ قلب خود را روی کسی باز نکرده و علتش وو سو ری (شین هه سون) است؛ دختری که در هفده سالگی عاشقش بوده. او گمان می‌کند که وو سو ری را در سانحه تصادف از دست داده‌است؛ این درحالی است که او تمام مدت در بیمارستان بیهوش بوده. وو سو ری پس از ۱۳ سال به هوش می‌آید و…

## بازیگران

### اصلی
- شین هه سون در نقش وو سو ری[۵]
  - پارک شی-اون در نقش نوجوانی وو سو ری
- یانگ سه جونگ در نقش گونگ وو جین[۵]
  - یون چان-یونگ در نقش جوانی گونگ وو جین[۶]
- آن هیو سوپ در نقش یو چان[۷]
- یه جی-وون در نقش جنیفر[۸]

| نام          | کاراکتر       | توضیح             |
| ------------ | ------------- | ----------------- |
| جونگ یو جین  | هی سو         | رئیس گونگ وو جین  |
| لی دو-هیون   | دانگ‌های بوم   | دوست چان          |
| جو هیون-شیک  | هان دوک سو    | دوست چان          |
| آن سونگ-گیون | جین هیون      | همکار گونگ وو جین |
| یون سون-وو   | کیم هیونگ ته  | دوست وو سو ری     |
| شیم یی-یونگ  | کوک می هان    | زندایی وو سو ری   |
| ها دو کوان   | مربی قایقرانی | مربی چان          |
| لی آه هیون   | گونگ هان جونگ | مادر چان          |
| لی سونگ-جون  | کیم هان گیو   | دایی وو سو ری     |
| وانگ جی وون  | کیم ته رین    | نوازنده ویالون    |
| جو یو جونگ   | لی ری آن      | همکلاسی چان       |

## تولید
نخستین جلسهٔ فیلم‌نامه خوانی در ۱۶ مه ۲۰۱۸ در استودیوی اس‌بی‌اس در تان‌هیون، ایلسان، کره جنوبی انجام شد.